# Богородица Живоносни Источник
Животворни источник, или Животоносни извор (грч. Ζωοδοχος Πηγη) је назив извора и храма у част Богородице у Цариграду, у Византији; накнадно назив иконе Пресвете Богородице. У православном предању Богородица се назива Животворним Извором Она се прославља као Извор живота, будући да се из Ње родио Христос – Пут, Истина и Живот; У част обнове (односно реконструкције и украшавања) храма Животворног извора, у петак Светле седмице у православној цркви служи се празник и молебан уз водоосвећење.
4. априла 450. године војсковођа Лав I, будући цар Византије, срео је слепог човека у једном гају близу Цариграда, недалеко од Златних врата. У шумарку је био извор познат по својим чудима. Слепац је био уморан и изгубио се. Лав се смиловао на њега, одвео га под сенку дрвећа, ту га оставио да се одмори, а у међувремену је отишао до извора да му донесе воде. Одједном је чуо глас: „Лаве! Не тражите воду далеко, овде је близу.” Лав се изненадио и почео да тражи воду, али није могао да је нађе. Када је престао да тражи, зачуо се исти глас: „Царе! Идите под сенку овог гаја, навуците воду коју тамо нађете и дајте је жедном. Ставите блато које нађете у пролеће на његове очи. Тада ћеш знати ко сам ја, који освећује ово место. Ја ћу вам помоћи да ускоро овде саградите храм у Моје име, и свако ко дође овамо са вером и призове Моје име добиће испуњење својих молитава и потпуно исцељење од болести.”
Пошто је Лав I извршио наређење које му је дато гласом, слепац је прогледао и самостално отишао у Цариград, прослављајући Богородицу.
Када је Лав постао цар 457. године, није заборавио на појаву и предсказање Богородице, наредивши да се очисти извор и сагради храм над њим у част Богородице, назвавши га Богородичином црквом Животворни извор.
Храм је више пута обнављан и украшаван у време цара Јустинијана Великог, као и за време царева Василија Македонског и његовог сина Лава Мудрог.
Никифор Калист Ксантопулос у Синаксару извештава о многим случајевима исцељења и чуда добијених из воде са извора: васкрсење мртвих из Тесалије, исцељење Лава Мудрог од „камене болести“ (уролитијазе). 
После пада Цариграда 29. маја 1453. године, храм је порушен. Поново је обновљен 1833. године од стране патријарха Констанција I и освећен 1835. године.

## Божанствена служба
И поред познатог датума јављања Богородице Лаву Макели, прослава обнове цариградске цркве Животворног извора и сећања на велика чуда која су се десила у храму не обележава се 4. априла. али, по правилу, у петак Светле седмице, и истог дана бива прослављање истоимене иконе. Међутим, 4 (17) априла или 15 (28) априла икона се такође поштује.
Службу за обнову Храма Животворног извора написао је Никифор Калист Ксантопулос у 14. веку. Ову службу превео је на црквенословенски језик и додао је Бојеном триоду у другој половини 17. века Јевтимије Чудовски. 